# Chris Penn
Christopher Ryan Penn (født 10. oktober 1965 i Los Angeles, Californien i USA, død 24. januar 2006 i Santa Monica, Los Angeles, Californien, USA) var en amerikansk filmskuespiller. Han var bror til skuespiller Sean Penn og musikeren Michael Penn, og søn af filminstruktør Leo Penn (1921-1998), hvilket var en ulempe, da han i sin karriere altid levede i skyggen af sin bror Sean, selvom han medvirkede i bemærkelsesværdige film. Chris mor hedder Eileen Ryan og er også skuespiller.
Han var svoger til skuespillerinden Robin Wright Penn og musikeren Aimee Mann.
Penn døde på grund af sin store overvægt (han vejede mere end 120 kilo i sine sidste år) og forstørret hjerte; han havde taget en række forskellige medikamenter af den grund, men det er ingenting som tilsiger at nogen af disse var ulovlige .

## Filmografi (udvalg)
- After the Sunset (2004)
- Starsky & Hutch (2004)
- Shelter Island (2003)
- Stealing Harvard (2002)
- Rush Hour (1998)
- Mulholland Falls (1996)
- Short Cuts (1993)
- True Romance (1993)
- Reservoir Dogs (1992)
- Best Of The Best (1989)
- Best Of The Best 2 (1993)
- Footloose (1984)